# Supercookie
Supercookie, in seiner populärsten Implementierung auch Evercookie genannt, ist ein Tracking-Mechanismus, der dazu verwendet werden kann, Benutzer über verschiedene Websites hinweg zu verfolgen und der schwerer zu löschen ist als normale Cookies. Im Gegensatz zu gewöhnlichen Cookies, die mit einer spezifischen Domain verbunden sind, können Supercookies in verschiedenen Bereichen gespeichert werden, wie z. B. in HTTP-Headern, im Browser-Cache oder in anderen schwer zugänglichen Speicherorten. Dadurch können sie auch dann bestehen bleiben, wenn normale Cookies gelöscht werden.

## Beschreibung
Supercookies unterscheiden sich von gewöhnlichen Cookies dadurch, dass sie nicht nur in den Standard-Cookie-Bereichen eines Browsers gespeichert werden, sondern auch in anderen Speicherorten, wie z. B. HTTP-Headern, im Browser-Cache oder in speziellen Speicherbereichen wie ETags oder Flash-Cookies. Dadurch bleiben sie auch dann erhalten, wenn normale Cookies gelöscht werden, was sie zu einem potenziellen Risiko für die Privatsphäre der Benutzer macht.
Ein weiteres Problem ist, dass Supercookies in der Lage sein können, Benutzeraktivitäten über verschiedene Websites hinweg zu verfolgen. Dies geschieht, ohne dass der Benutzer davon weiß oder zustimmt, was zu erheblichen Datenschutzbedenken führt.

## Anwendungen
Supercookies werden hauptsächlich von Werbetreibenden und anderen Tracking-Unternehmen verwendet, um detaillierte Benutzerprofile zu erstellen. Diese Profile können genutzt werden, um gezielte Werbung zu schalten oder um Benutzeraktivitäten über mehrere Websites hinweg zu verfolgen, selbst wenn der Benutzer Maßnahmen ergriffen hat, um seine Privatsphäre zu schützen, wie z. B. das Löschen von Cookies.
Ein weiteres Anwendungsgebiet von Supercookies ist die Wiederherstellung von gelöschten Cookies. Wenn ein Benutzer seine Cookies löscht, kann ein Supercookie verwendet werden, um diese Informationen wiederherzustellen, wodurch die Privatsphäre des Benutzers weiter untergraben wird.
In der Praxis haben Webbrowser und Datenschutz-Tools Maßnahmen ergriffen, um die Verwendung von Supercookies zu blockieren oder zu erschweren. Dennoch können ältere Browserversionen oder falsch konfigurierte Browser weiterhin anfällig für diese Art von Tracking sein. Die Public Suffix List ist ein weiteres Instrument, das dabei hilft, die Risiken von Supercookies zu minimieren, indem sie sicherstellt, dass Cookies nicht auf unangemessenen Domain-Ebenen gesetzt werden können.